# Fontaine de la Cabraïa
La fontaine de la Cabraïa est située place de la Cabraïa, à Sospel, en France.

## Localisation
La fontaine est située dans le département français des Alpes-Maritimes, sur la commune de Sospel.

## Historique
Le roi de Sardaigne Victor-Amédée III décida de donner des lettres patentes en 1780 pour moderniser la Real Strada, la route royale, à Sospel et de la rendre carrossable. Une fontaine dite del Sause se trouvant près de la porte du Pont Vieux devait être déplacée pour permettre le passage de la route.
Les travaux de la nouvelle route à Sospel ont commencé en 1782 et le 4 septembre 1784 les carrosses pouvaient traverser la ville.
Le 6 novembre 1786, l'administration royale a donné 250 lires pour réparer la fontaine de la Sause et la remonter à la Cabraïa. Cette décision est enregistrée le 26 juin 1787. Mais des oppositions sont exprimées le 18 août.
Le 3 septembre 1787, sur la place Saint-Michel, à trois heures de l’après-midi (heure de France) la délibération pour la construction de la fontaine de la Cabrajra a été déclarée en faveur de mastro Pietro Armiroto, pour la somme de 763 lires (archives départementales des Alpes-Maritimes 049/ 008 BB 9 - Délibérations 1783/ 1787 folio 120)
Les travaux arrêtés le 29 octobre. Finalement les habitants du bourg Saint-Nicolas, en rive gauche, demandèrent qu'on construisit aussi une fontaine en rive gauche. Au début de 1788, la commune accepte de l'installer place du Saint-Esprit, actuelle place Saint-Nicolas. C'est la fontaine Souta Loggia.
La fontaine de la Cabraïa, est une réutilisation d'une fontaine plus ancienne, celle de la Sause, ou de la Sausse. Elle n'apparaît pas dans le Theatrum saubadiae de 1680, mais elle est citée dans les délibérations de 1741. Elle se trouvait peut-être sur la place Saussiera, en rive gauche. C'est peut-être son déplacement de la rive gauche vers la rive droite de la Bévéra qui a entraîné les oppositions des habitants du bourg.
L'eau a coulé à la fontaine de la Cabraïa le 20 octobre 1788.
Les archives indiquent que des travaux ont encore été nécessaires à cette fontaine du mois d’août 1825 au mois de mai 1827. La fontaine de la Cabraïa a aussi été légèrement déplacée.
L'édifice est inscrit au titre des monuments historiques le 12 janvier 1939.